# Omnivoridad cultural
El concepto de omnivoridad cultural hace referencia a un patrón de consumo que se caracteriza por tener repertorios de gustos estéticos o prácticas culturales amplias y diversas. El concepto fue acuñado originalmente por el sociólogo estadounidense Richard A. Peterson en 1992 al observar que las clases altas de Estados Unidos estaban presentando un tipo de gusto estético que no era snobista o unívoro, como se creía en ese entonces, sino que estaban reportando patrones de consumo en los que combinaban gustos estéticos de las clases altas y de las clases populares. 

## Origen de la omnivoridad cultural
El hallazgo que reveló Richard A. Peterson en sus investigaciones describía un cambio social en la forma en que las clases altas estaban concibiendo la cultura. Al comparar las cohortes de edad de la élite que había nacido antes del fin de la Segunda Guerra Mundial y las cohortes de edad de la élite nacida en la posguerra, encontró que las segundas eran más tolerantes hacia la diversidad cultural. 
En la época de posguerra acontecieron profundas transformaciones sociales en los campos de la educación, los medios de comunicación y en el mundo del arte, lo que facilitó que las barreras del acceso a los diferentes gustos estético se redujeran. Los omnívoros estaban, entonces, expresando ese cambio social a través de sus prácticas culturales.

## La omnivoridad cultural y Pierre Bourdieu
Desde su surgimiento, el concepto de la omnivoridad cultural captó la atención de la sociología de la cultura, puesto que era un fenómeno social que parecía contradecir algunas de las posturas relacionadas con la teoría de la homología de Pierre Bourdieu.
Pierre Bourdieu planteaba que los campos social y cultural no eran independientes, sino que el primero determinaba al segundo. Esto suponía que la pertenencia a una clase social específica determinaba los gustos estéticos de los individuos que hacían parte de esa clase social. Así, si eres de clase social alta, entonces escuchas música “culta” y si eres de clase popular, escuchas música popular. 
La omnivoridad estaba evidenciando, entonces, que era posible combinar gustos estéticos provenientes de clases sociales diferentes, lo cual implicaba, a su vez, cuestionarse si los campos social y cultural se estaban independizando.